# Lect
Lect je okrasna slaščica, ki ni namenjena jedi. Jemo jo lahko sicer še nekaj dni po izdelavi, dokler popolnoma ne zatrdi.  
Danes jo uporabljamo predvsem kot poslovna ali spominska darila, okras na novoletnih jelkah itd. Tradicija srednjeveške izdelave lecta se po posameznih evropskih državah razlikuje. 
Med Lužiškimi Srbi je gospodar svoje hlapce in predice na božič obdaril tudi z lectovimi srci.

## Potek izdelave
Lect je izdelan podobno kot medenjaki (vsebuje moko, vodo, med - ne pa tudi jajc). Enakomerno zgneteno in razvaljano testo je spečeno v obliki različnih vzorcev (srce, podkev, konj...). Nanj se nanese rdeča barva (nekoč barvilo iz rdeče pese), in različni okraski, tudi majhna ogledala ali napisi. Po slovenskem izročilu se obarva samo sprednja stran lecta, zadnja je vidna kot medenjak (npr. na Hrvaškem se obarvata obe strani).
V Sloveniji obstaja okoli deset lectarskih delavnic, med najpomembnejšimi so:
- Družina Perger, ki ima tradicijo že od leta 1757 in je s strani Ministrstva za kulturo RS izbrana kot nosilka nesnovne kulturne dediščine Sloveniji za panogo lectarstvo in se lahko pohvali z najvišjim priznanjem domače in umetnostne obrti Zlata vitica.
- v Radovljici je leta 1766 Jakob Krivic odprl delavnico v hiši, kjer je danes gostilna Lectar,
- v Murski Soboti je originalna Celecova lectarija, ki jo je ustanovil lectarski mojster Štefan Celec, nadaljuje pa jo njegov vnuk Gregor Celec
- Jožica Celec iz Ratkovcev, ki je podedovala znanje od tasta Štefana Celeca iz Murske Sobote.

## Galerija
- Priprava medenjakov za lect
- Sušenje
- Ročno barvanje
- Izdelki od začetne do končne faze
- Priprava na okrasitev
- Vzorci za oblike medenjakov
- Lectarska delavnica v Radovljici